# Morti nel 1968/Settembre
| Questa pagina contiene informazioni ricavate automaticamente dalle voci biografiche con l'ausilio del template Bio e di un bot. L'aggiornamento è periodico e automatico e ricostruisce completamente la pagina. Se manca una persona in questa lista, sei pregato di non aggiungerla, ma accertati piuttosto che la sua voce biografica contenga il template Bio e che i dati anagrafici siano correttamente compilati. Se il template Bio manca, inseriscilo tu stesso o, in alternativa, metti l'avviso {{tmp\|Bio}} che ne segnala la mancanza. Se i dati riportati sono sbagliati, correggi direttamente la voce biografica; le modifiche saranno visibili in questa lista entro pochi giorni. Per chiarimenti vedi il progetto biografie. La lista contiene solo le 78 persone che sono citate nell'enciclopedia e per le quali è stato implementato correttamente il template Bio. Pagina aggiornata al 3 mar 2024. |

- 1º settembre - Salvino Chiereghin, critico musicale e critico letterario italiano (n. 1901)
- 2 settembre - Giuseppe Girgenti, politico, prefetto e avvocato italiano (n. 1905)
- 2 settembre - Siegfried Rasp, generale tedesco (n. 1898)
- 2 settembre - Giuseppe Tugnoli, pesista e discobolo italiano (n. 1888)
- 3 settembre - Juan José Castro, compositore e direttore d'orchestra argentino (n. 1895)
- 3 settembre - Giovanni Dello Jacovo, politico italiano (n. 1916)
- 3 settembre - Leoncillo Leonardi, scultore e disegnatore italiano (n. 1915)
- 3 settembre - Carl Pedersen, canottiere danese (n. 1884)
- 4 settembre - Secondo Martinetto, ciclista su strada italiano (n. 1894)
- 6 settembre - Nikolaj Pavlovič Akimov, scenografo e regista teatrale sovietico (n. 1901)
- 6 settembre - Giuseppe Lepori, avvocato, politico e giornalista svizzero (n. 1902)
- 6 settembre - Giuseppe Malagodi, pittore italiano (n. 1890)
- 6 settembre - Francesco Mercuri, mafioso italiano (n. 1904)
- 6 settembre - Leo Sexton, pesista statunitense (n. 1909)
- 7 settembre - Lucio Fontana, pittore, ceramista e scultore argentino (n. 1899)
- 7 settembre - John Rymill, esploratore australiano (n. 1905)
- 7 settembre - Karl Tewes, calciatore tedesco (n. 1886)
- 8 settembre - Stefano Zuech, scultore italiano (n. 1877)
- 11 settembre - Pino Pascali, artista italiano (n. 1935)
- 12 settembre - Giuseppe Brion, imprenditore italiano (n. 1909)
- 12 settembre - Fridtjof Kaulbach, attore tedesco (n. 1901)
- 12 settembre - Ryszard Siwiec, patriota polacco (n. 1909)
- 12 settembre - Louis Willoughby, attore e regista britannico (n. 1876)
- 13 settembre - Frank Barson, calciatore e allenatore di calcio inglese (n. 1891)
- 13 settembre - Richard Hodgson, pallanuotista britannico (n. 1892)
- 13 settembre - George Hoyningen-Huene, fotografo russo (n. 1900)
- 13 settembre - Maner Lualdi, aviatore, giornalista e regista italiano (n. 1912)
- 13 settembre - Roberto Olmi, generale italiano (n. 1890)
- 13 settembre - Gertrud Woker, biochimica, attivista e pacifista svizzera (n. 1878)
- 14 settembre - Nardo Pajella, scultore e pittore italiano (n. 1905)
- 14 settembre - Melville Shyer, regista, sceneggiatore e produttore cinematografico statunitense (n. 1895)
- 15 settembre - Aristide Calderini, archeologo e epigrafista italiano (n. 1883)
- 15 settembre - Carlo Fornara, pittore italiano (n. 1871)
- 15 settembre - Josef Kentenich, presbitero tedesco (n. 1885)
- 16 settembre - George Cholmondeley, V marchese di Cholmondeley, nobile inglese (n. 1883)
- 16 settembre - Diógenes Lara, calciatore boliviano (n. 1903)
- 16 settembre - Kalle Väisälä, matematico e esperantista finlandese (n. 1893)
- 17 settembre - Armand Blanchonnet, ciclista su strada francese (n. 1903)
- 17 settembre - Emma Goitein Dessau, pittrice tedesca (n. 1877)
- 17 settembre - Mascarenhas de Morais, generale brasiliano (n. 1883)
- 17 settembre - Mario Toscano, storico e diplomatico italiano (n. 1908)
- 17 settembre - Carlo Emanuele a Prato, patriota, antifascista e giornalista italiano (n. 1895)
- 18 settembre - Francis McDonald, attore statunitense (n. 1891)
- 18 settembre - Franchot Tone, attore statunitense (n. 1905)
- 19 settembre - Chester Carlson, fisico, avvocato e inventore statunitense (n. 1906)
- 19 settembre - John William Cooke, politico argentino (n. 1919)
- 19 settembre - Red Foley, cantante, musicista e personaggio televisivo statunitense (n. 1910)
- 20 settembre - Olaf Jordan, artista svedese (n. 1902)
- 21 settembre - George Cane, tuffatore britannico (n. 1881)
- 21 settembre - L. R. Johannis, pittore e scrittore italiano (n. 1905)
- 22 settembre - Giuseppe Andaloro, brigante italiano (n. 1904)
- 22 settembre - Lúcio Cardoso, scrittore, drammaturgo e poeta brasiliano (n. 1912)
- 22 settembre - Tommaso Leone Marchesano, politico e avvocato italiano (n. 1893)
- 23 settembre - Kōgo Noda, sceneggiatore giapponese (n. 1893)
- 23 settembre - Pio da Pietrelcina, presbitero, mistico e santo italiano (n. 1887)
- 23 settembre - Pieter van Senus, nuotatore e pallanuotista olandese (n. 1903)
- 24 settembre - Branislav Sekulić, calciatore e allenatore di calcio jugoslavo (n. 1906)
- 24 settembre - Ettore Tibaldi, politico, partigiano e patologo italiano (n. 1887)
- 24 settembre - Virginia Valli, attrice statunitense (n. 1896)
- 25 settembre - Charles Arentz, velista norvegese (n. 1878)
- 25 settembre - Américo Boavida, medico e politico angolano (n. 1923)
- 25 settembre - Renato De Manzano, calciatore italiano (n. 1909)
- 25 settembre - Hans F.K. Günther, antropologo tedesco (n. 1891)
- 25 settembre - Romano Romanelli, scultore italiano (n. 1882)
- 25 settembre - Vladimir Simagin, scacchista sovietico (n. 1919)
- 25 settembre - Cornell Woolrich, scrittore statunitense (n. 1903)
- 26 settembre - Tommaso Caudera, calciatore italiano (n. 1907)
- 26 settembre - Bengt Morberg, ginnasta svedese (n. 1897)
- 27 settembre - Guido De Filip, canottiere italiano (n. 1904)
- 27 settembre - William Hume-Rothery, chimico britannico (n. 1899)
- 27 settembre - Giulio Attilio Schettini, giornalista italiano (n. 1937)
- 28 settembre - Norman Brookes, tennista australiano (n. 1877)
- 28 settembre - Carlo Concina, compositore, direttore d'orchestra e paroliere italiano (n. 1900)
- 29 settembre - Kitty Kelly, attrice statunitense (n. 1902)
- 29 settembre - Paul Radmilovic, nuotatore e pallanuotista britannico (n. 1886)
- 30 settembre - Francesco Cecioni, matematico italiano (n. 1884)
- 30 settembre - Bryan Joseph McEntegart, arcivescovo cattolico statunitense (n. 1893)
- 30 settembre - Johan Nyström, maratoneta svedese (n. 1874)